# Đurđa Adlešič
Đurđa Adlešič (ur. 18 kwietnia 1960 w Bjelovarze) – chorwacka nauczycielka, filolog, samorządowiec i polityk. Parlamentarzystka, była wicepremier i przewodnicząca Chorwackiej Partii Socjalliberalnej.

## Życiorys
Po ukończeniu szkoły średniej studiowała literaturę i filozofię na Uniwersytecie w Zagrzebiu, a także język chorwacki na Akademii Pedagogicznej w Banja Luce. Pracowała jako nauczycielka języka chorwackiego w szkole podstawowej w swojej rodzinnej miejscowości. Była także dziennikarką, brała udział w założeniu pierwszego w regionie niezależnego czasopisma pod nazwą "Naše vrijeme".
W 1990 zaangażowała się w działalność polityczną, organizując lokalne struktury Chorwackiej Partii Socjalliberalnej. W 1995 i 2000 była wybierana do niższej izby dwuizbowego wówczas Zgromadzenia Chorwackiego. W 2001 została burmistrzem Bjelovaru. W 2003 i 2007 ponownie uzyskiwała mandat deputowanej krajowej. W 2006 zastąpiła Ivana Čehoka na stanowisku przewodniczącej socjalliberałów.
W 2005 wystartowała jako kandydatka HSLS w wyborach prezydenckich. W pierwszej turze uzyskała poparcie na poziomie 2,68%, zajmując 4. miejsce wśród 13 kandydatów.
W styczniu 2008 objęła stanowisko wicepremiera w drugim rządzie Iva Sanadera. W lipcu 2009 utrzymała tę samą funkcję w nowo powołanym gabinecie kierowanym przez Jadrankę Kosor. W listopadzie 2009 na czele HSLS zastąpił ją Darinko Kosor. W październiku 2009 odeszła z rządu, gdy socjalliberałowie wystąpili z koalicji. Powróciła do sprawowania mandatu poselskiego w parlamencie VI kadencji. Wkrótce opuściła HSLS i została posłanką niezależną. W 2011 nie ubiegała się o reelekcję.
Đurđa Adlešič jest mężatką, ma jedno dziecko.